# Angolagenett
Angolagenett (Genetta angolensis) är en däggdjursart som beskrevs av José Vicente Barbosa du Bocage 1882. Angolagenett ingår i släktet genetter, och familjen viverrider. IUCN kategoriserar arten globalt som livskraftig. Inga underarter finns listade.
Arten förekommer i södra Afrika från Angola över södra Kongo-Kinshasa och Zambia till Moçambique. Några små avskilda populationer finns i Tanzania. Habitatet utgörs av öppna skogar eller trädansamlingar i savannen.
Rovdjuret blir 44 till 48 cm lång (huvud och bål), har en 38 till 43 cm lång svans och väger 1,3 till 2,0 kg. Pälsen har på ovansidan en brun till mörkgrå grundfärg med många mörka fläckar som är oregelbunden fördelade. De ljusa ringarna av svansen är ockra på ovansidan och vita på undersidan. Dessutom finns cirka åtta svarta ringar. Ibland förekommer helt svarta exemplar (melanism). Kännetecknande är en vit fläck under varje öga. En svartaktig längsgående linje sträcker sig på ryggens topp från huvudet till stjärten. Håren vid främre delen av denna linje kan resas till en kam. På händer och fötter förekommer svart päls med enstaka vita hår inblandade. Hos honor förekommer två par spenar. Genetta angolensis har i varje käkhalva 3 framtänder, 1 hörntand, 4 premolarer och 2 molarer.
Angolagenett har troligen gnagare som huvudföda som kompletteras med några insekter. Ibland äter den frukter och gräs. Jakten sker antagligen främst på marken.